# Misquoting Jesus
Misquoting Jesus: The Story Behind Who Changed the Bible and Why es un libro de Bart Ehrman, un estudioso del Nuevo Testamento en la Universidad de Carolina del Norte en Chapel Hill. El libro introduce a los lectores laicos al campo de la crítica textual de la Biblia. Ehrman discute una serie de variantes textuales que resultaron de cambios intencionales o accidentales en los manuscritos durante la era del scriptorium. El libro llegó a la lista de superventas de The New York Times.

## Sumario
Ehrman relata su experiencia personal con el estudio de la Biblia y la crítica textual. Él resume la historia de la crítica textual, de las obras de Erasmo de Róterdam hasta el presente. El libro describe un ambiente cristiano primitivo en el que los libros que más tarde compusieron el Nuevo Testamento fueron copiados a mano, sobre todo por cristianos no profesionales. Ehrman concluye que varios escribas primeros alteraron los textos del Nuevo Testamento con el fin de restarle importancia al papel de la mujer en la iglesia primitiva, de unificar y armonizar las diferentes representaciones de Jesús en los cuatro evangelios, y oponerse a ciertas herejías (como el adopcionismo). Ehrman sostiene que ciertas creencias cristianas ampliamente defendidas, como la divinidad de Jesús, se asocian no con las palabras originales de las Escrituras, sino con estas alteraciones posteriores.

## Críticas y recepción
Alex Beam, del The Boston Globe, escribió que el libro es «una serie de revelaciones dramáticas para los ignorantes», y que «Ehrman señala que ha habido una gran cantidad de cambios en la Biblia en los últimos 2000 años. Yo no quiero estar entre el Sr. Ehrman y su día de pago, pero ha desarrollado este punto mucho más elocuentemente [...] [que] otros».
Jeffrey Weiss, del The Dallas Morning News, escribió: «Para cualquier bando en relación con la infalibilidad bíblica, esta es una lectura gratificante». La American Library Association escribió: «Para evaluar cómo ignorante o teológicamente los escribas manipuladores pueden haber cambiado el texto bíblico, los eruditos modernos han desarrollado procedimientos para la comparación de los textos divergentes. Y en un lenguaje accesible a los no especialistas, Ehrman explica estos procedimientos y sus resultados. El autor explica también por qué la crítica textual ha provocado frecuentemente una intensa polémica, sobre todo entre los protestantes y su sola scriptura». Charles Seymour, de la Wayland Baptist University en Plainview, Texas escribió: «Ehrman convincentemente argumenta que incluso algunos pasajes generalmente recibidos son adiciones tardías, lo que es particularmente interesante en el caso de aquellos versos con importancia para las cuestiones doctrinales, como la ordenación de mujeres o la Expiación». Neely Tucker, de The Washington Post escribió que el libro es «una exploración de cómo llegaron los 27 libros del Nuevo Testamento a estar juntos, una rica historia con la política eclesiástica, escribas incompetentes y las dificultades de la representación de la tradición oral en un texto escrito».
Daniel B. Wallace, en una revisión de Misquoting Jesus escribió que el libro «se queda corto en una auténtica sustancia sobre su argumento principal».
Craig Blomberg, del Seminario de Denver en Colorado, escribió que: «La mayor parte de Misquoting Jesus es en realidad una síntesis muy legible y precisa de muchos de los hechos más importantes acerca de la naturaleza y la historia de la crítica textual, presentada en una narrativa viva e interesante que mantendrá a eruditos y laicos interesados por igual». Blomberg también escribió que Ehrman «ha rechazado su evangelicalismo y si está escribiendo sobre la historia de la transmisión del texto bíblico, centrándose en todos los cambios que los escribas hicieron durante siglos, o en los llamados ‹evangelios perdidos› y ‹cristianismos perdidos›, tratando de rehabilitar nuestra apreciación por el gnosticismo, es evidente que tiene un interés personal».